# Sikoly VI.
A Sikoly VI. (eredeti cím: Scream VI) 2023-ban bemutatott amerikai slasher film, a Sikoly-filmsorozat hatodik része. Rendezői Matt Bettinelli-Olpin és Tyler Gillett, a forgatókönyvet James Vanderbilt és Guy Busick írta. Az eredeti filmsorozat írója és alkotója, Kevin Williamson visszatér, mint vezető producer.
A főbb szerepekben Courteney Cox, Melissa Barrera, Jenna Ortega, Jasmin Savoy Brown, Mason Gooding és Hayden Panettiere látható, akik ugyanazt a szerepet játsszák, mint az előző filmekben. Dermot Mulroney, Henry Czerny, Samara Weaving és Tony Revolori később csatlakoztak a stábhoz. A filmsorozat sztárja, Neve Campbell bejelentette, hogy nem fog visszatérni Sidney Prescott szerepében, így ez lett az első olyan Sikoly-film, amiben nem szerepel. A franchise első olyan filmje lett, amelyben nem szerepel David Arquette, mint Dewey Riley.
A filmet az Amerikai Egyesült Államokban 2023. március 10-én, míg Magyarországon egy nappal korábban, március 9-én mutatták be a mozikban. A mozisorozat történetében ez az egyetlen egy olyan film, ami nálunk X-es besorolásban részesült - a 18-as helyett - és így a mozik csak este 10 órától vetíthetik.

## Cselekmény
|  | Alább a cselekmény részletei következnek! |

Laura egy New York-i bárban várja, hogy találkozzon a Tinder randevújával. Amikor kimegy az épületből, hogy segítsen az ismeretlennek megtalálni a bárt, a férfi a szellemálarcos hangján kezd beszélni, majd halálra szúrkálja a meglepett nőt. Jason leveszi a jelmezt és a maszkot, majd visszamegy a lakásába.
A barátja Greg felhívja, akivel újabb Szellempofa-gyilkosságot tervez elkövetni, és szóban leírja, milyen érzés volt leszúrni Laurát. A maszkos hangján beszélve a hívó kigúnyolja Jasont az indítékai miatt, és egy játék során felfedi Greg feldarabolt testét a hűtőben, azután lemészárolja Jasont.
Sam Carpenter terápiára jár, akit az orvosa arra bátorít, hogy beszéljen saját traumájáról ne pedig a húga Tara traumájára összpontosítson.
Sam megtudja Quinn nevű szobatársuktól, hogy Tara egy házibuliba ment Mindy-vel és Chaddel, Mindy barátnőjével, Anikával és Chad szobatársával, Ethannel. A házibuliban Tara meggondolatlanul készül felmenni az emeletre egy sráccal, de Chad és Sam közbelép.
Samet megszégyenítik mindenki előtt, mivel sokan azt hiszik, ő volt a 2022-es Woodsboro-i gyilkosságok ötletgazdája, és maga helyett Richie-t vádolta meg.
Quinn apja, Wayne Bailey nyomozó kihallgatásra hívja Samet, mivel Jason meggyilkolásának helyszínén megtalálták az igazolványát, valamint az előző mészárlás maszkját. Útban az állomás felé a gyilkos felhívja Samet Richie telefonjáról, aki ezután megtámadja Tarát és megöl több embert egy vegyesboltban. Egy másik maszk, amelyet egy korábbi gyilkos használt, a helyszínen marad.
Az őrsön csatlakozik hozzájuk az FBI különleges ügynöke, Kirby Reed, a 2011-es Woodsboro-i gyilkosságok túlélője, aki különös érdeklődést mutatott az események iránt.
Később Tarát riporterek veszik körül, köztük Gale Weathers. Tara megüti Gale-t, mivel haragszik rá amiért megszegte az ígéretét, hogy nem ad ki új könyvet a gyilkosságokról, ami Tara szerint az új támadások okozója.
Dr. Stone-t, Sam pszichiáterét a maszkos meggyilkolja, majd ellopja Sam aktáját, és egy másik maszkot hagy a helyszínen.
Mindy felvázolja az új szabályokat a csapatnak, azt állítva, hogy ezúttal nem folytatják a szabályokat mivel egy franchise-ban vannak. Mindenki gyanúsított és nélkülözhető.
Amíg Sam, Tara, Mindy és Chad együtt vacsorázik, a gyilkos megöli Quinnt és a barátját majd megtámadja őket. Sam barátja, Danny segítségével Sam és Mindy biztonságba kerülnek, de Anika a lenti sikátorba zuhan, és életét veszti. Egy másik maszk megint a tetthelyen marad.
Bailey nyomozót leállítják az ügyről, de bosszút esküszik az ellen, aki meggyilkolta a lányát.
Gale elviszi a csapatot egy elhagyatott moziba, amelyet a nyomozás közben talált, és amit a gyilkos vagy gyilkosok szentélyként állítottak fel, beleértve az egyes gyilkosságokból származó fegyvereket és felszereléseket. Már csak a maszkok hiányoznak, amelyeket a legutóbbi bűnügyi helyszíneken találtak meg fordított sorrendben.
A csoport akciót indít a gyilkos elfogására. De amikor a maszkos felhívja Samet, nyomon követik a hívást méghozzá Gale lakásáig. A gyilkos felhívja Gale-t, és kínozza őt Dewey halála miatt, majd megöli a párját és megtámadja a nőt. Tara és Sam időben megérkeznek, hogy megállítsák a tettest. Gale eszméletét veszti.
A csapat megállapodik abban, hogy találkoznak Kirbyvel a színházban, ahol csapdába csalhatják a gyilkost. A metró peronján véletlen elválnak, Mindy és Ethan egyedül marad. Mindenhol Halloween jelmezben lévő fiatalok vannak a metrón, köztük sok Szellemálarcos is. Az egyikük leszúrja Mindy-t.
A színházban Sam hallucinál apjáról, Billy Loomis-ról, aki emlékezteti őt, hogy védekezzen és ne bízzon senkiben. Elveszi apja kését és rájön, hogy bezárták őket a színházba. Bailey nyomozó felhívja, és elmondja, hogy megtudta, Kirbyt hónapokkal azelőtt kirúgták az FBI-tól zavart viselkedése miatt.
A maszkos leszúrja Tarát, majd megjelenik egy másik Szellemálarcos, és mindketten megtámadják Chadet. Miközben Tara és Sam menekülni próbál, Kirby és Bailey nyomozó is előhúzott fegyverrel érkeznek. Bailey nyomozó lelövi Kirbyt, és beismeri, hogy gyermekeivel, Quinnnel és Ethannel szervezte meg a gyilkosságokat, hogy megbosszúlja legidősebb fia, Richie halálát. Eljátszották Quinn halálát, hogy elvessék a gyanút. Majd elkezdtek terjeszteni a pletykákat Sam-ről, hogy végezzenek vele. Végezni akarnak a testvérekkel, majd be akarják állítani hogy egy fanatikus tervelte ki az egészet.
Sam és Tara megküzd a gyilkosokkal: Tara leszúrja Ethant, Sam pedig lelövi Quinnt. Sam felveszi apja jelmezét, és a jól ismert hangon felhívja Bailey nyomozót, hogy kigúnyolja, majd halálra szurkálja őt.
Sam beleegyezik abba, hogy Tara önállóbban élje a saját életét, Tara pedig abba, hogy terápiára járjon. Miközben Mindyt, Chadet és Kirbyt kórházba szállítják, Sam az apja maszkját bámulja, majd eldobja, Tarával és Danny-vel a városba sétálnak.
|  | Itt a vége a cselekmény részletezésének! |

## Szereplők
| Szerep                   | Színész            | Magyar hang       | Leírás                                                                                                  |
| ------------------------ | ------------------ | ----------------- | --- |
| Gale Weathers            | Courteney Cox      | Kiss Erika        | Talk show műsorvezető, túlélő, és író.                                                                  |
| Samantha "Sam" Carpenter | Melissa Barrera    | Podlovics Laura   | Billy Loomis törvénytelen lánya, a woodsborói gyilkosságok túlélője                                     |
| Tara Carpenter           | Jenna Ortega       | Mayer Szonja      | Sam féltestvére és a woodsborói gyilkosságok túlélője.                                                  |
| Kirby Reed               | Hayden Panettiere  | Molnár Ilona      | A 2011-es woodsborói gyilkosságok túlélője, aki jelenleg az FBI atlantai irodájának különleges ügynöke. |
| Mindy Meeks-Martin       | Jasmin Savoy Brown | Csuha Bori        | Chad ikertestvére és a woodsborói gyilkosságok egyik túlélője.                                          |
| Chad Meeks-Martin        | Mason Gooding      | Orosz Ákos        | A Blackmore Egyetem hallgatója, Mindy ikertestvére, és a woodsborói gyilkosságok egyik túlélője.        |
| Wayne Bailey             | Dermot Mulroney    | Kassai Károly     | Nyomozó.                                                                                                |
| Ethan Landry             | Jack Champion      | L. Nagy Attila    | A Blackmore Egyetem hallgatója és Chad szobatársa.                                                      |
| Quinn Bailey             | Liana Liberato     | Mentes Júlia      | A Blackmore Egyetem hallgatója, Sam és Tara szobatársa, és Wayne lánya.                                 |
| Danny Brackett           | Josh Segarra       | Fehér Tibor       | Sam, Tara és Quinn szomszédja, és Sam barátja.                                                          |
| Anika Kayoko             | Devyn Nekoda       | Rigler Renáta     | A Blackmore Egyetem hallgatója, Mindy barátnője.                                                        |
| Jason Carvey             | Tony Revolori      | Jakab Márk        | Filmes hallgató a Blackmore Egyetemen.                                                                  |
| Laura Crane              | Samara Weaving     | Staub Viktória    | A Blackmore Egyetem filmprofesszora.                                                                    |
| Dr. Christopher Stone    | Henry Czerny       | Törköly Levente   | Sam terapeutája.                                                                                        |
| A hang                   | Roger L. Jackson   | Karácsonyi Zoltán | Szellempofa hangja.                                                                                     |
| Brooks                   | Thomas Cadrot      | Nagy Sándor       | Gale barátja.                                                                                           |
| Frankie                  | Andre Anthony      | Dér Zsolt         | |
| Billy Loomis             | Skeet Ulrich       | Markovics Tamás   | Sam Carpenter apja.                                                                                     |

### Magyar változat
- Magyar szöveg: Dittrich-Varga Fruzsina
- Hangmérnök: Gábor Dániel
- Vágó: Sári-Szemerédi Gabriella
- Gyártásvezető: Kincses Tamás
- Szinkronrendező: Szalay Éva
- Produkciós vezető: Hagen Péter

A szinkron a Mafilm Audio Kft.-ben készült el.

## Fordítás
- Ez a szócikk részben vagy egészben  a   Scream VI című angol Wikipédia-szócikk fordításán alapul.  Az eredeti cikk szerkesztőit annak laptörténete sorolja fel. Ez a jelzés csupán a megfogalmazás eredetét és a szerzői jogokat jelzi, nem szolgál a cikkben szereplő információk forrásmegjelöléseként.